# Alta Fidelidade
High Fidelity (bra/prt: Alta Fidelidade) é um filme estadunidense de 2000, do gênero comédia dramático-romântico-musical, dirigido por  Stephen Frears, com roteiro de D.V. DeVincentis, Steve Pink, John Cusack e Scott Rosenberg baseado no romance High Fidelity, de Nick Hornby.

## Sinopse
Rob Gordon sabe tudo sobre o cenário da música pop e passa os dias falando disso com os funcionários e clientes de sua loja de discos em Chicago. A vida ia bem até que sua namorada o abandona, e ele passa a questionar seus valores e enfrentar seus medos.

## Elenco
- John Cusack como Rob Gordon
- Iben Hjejle como Laura
- Todd Louiso como Dick
- Jack Black como Barry
- Lisa Bonet como Marie DeSalle
- Catherine Zeta-Jones como Charlie
- Joan Cusack como Liz
- Tim Robbins como Ian
- Chris Rehmann como Vince
- Ben Carr como Justin
- Lili Taylor como Sarah
- Bruce Springsteen como Ele mesmo
- Drake Bell como Rob Gordon jovem

## Prêmios e indicações
| Prêmio             | Categoria                        | Recipiente  | Resultado |
| ------------------ | -------------------------------- | ----------- | --------- |
| Globo de Ouro 2001 | Melhor ator - comédia ou musical | John Cusack | Indicado  |